# مردم آربرش
مردم آربرش (آلبانیایی: Arbëreshët e Italisë)و ایتالیایی: Albanesi d'Italia)، که همچنین به عنوان آلبانیایی‌های ایتالیا یا ایتالیا-آلبانیایی‌ها نیز شناخته می‌شوند، یک گروه قومی زبانی آلبانیایی در جنوب ایتالیا هستند که عمدتاً در روستاهای پراکنده در این مناطق متمرکز شده‌اند. آبروزو، آپولیا، باسیلیکاتا، کالابریا، کامپانیا، مولیز و سیسیل. آنها نوادگان پناهندگان آلبانیایی هستند که از آلبانی گریختند و بعداً برخی از موریا بین قرن‌های ۱۴ و ۱۸ پس از فتح بالکان توسط عثمانی‌ها گریختند.
در قرون وسطی، پس از تأسیس پادشاهی آلبانی، مرگ قهرمان ملی آلبانیایی، جرج کاستریتی اسکندربئو و فتح تدریجی امپراتوری بیزانس توسط عثمانی، آربره‌ها در چندین موج مهاجرت در پادشاهی ناپل ساکن شدند.